# Adrian Pleșca
Adrian Pleșca (n. 31 martie 1961) este un cântăreț român.
A studiat vioara la grădiniță, pianul în clasele I - VII și contrabasul în clasa a VIII-a. A urmat cursurile Facultății de Metalurgie din cadrul Universității Politehnice din București și a lucrat la Combinatul Siderurgic Călărași.
În octombrie 1982 a început să cânte cu formația Timpuri Noi, pe care a fondat-o împreună cu prietenul său din copilărie, Răzvan Moldovan și a devenit cunoscut drept Artan.
După 1990, trupa a ajuns celebră cu piese ca „Stere" sau „Tanța".
Din august 1990, Adrian Pleșca cântă în Corul Radio, iar in perioada 1994-1995 a prezentat, împreună cu Oana Ionescu, emisiunea „Ping Pong în Familie”, difuzată lunar sambata dimineața, în acea perioadă, de TVR 1.
În cei aproape 30 de ani de Timpuri Noi, Artan a făcut o pauză de cinci ani, între februarie 2001 și 2006, când a înființat trupa Partizan, ce avea să dea lovitura cu piesa „Fata mea", o melodie fredonată de toată lumea datorită versurilor ironice.
În 2004, trupa Partizan s-a destrămat, iar Artan a reînființat Timpuri Noi. În 2009 părăsește pentru a doua oară formația. Reînfințează formația Partizan în 2011, pe care o părăsește în martie 2019. După o pauză muzicală de trei ani, revine iarăși în Partizan în martie 2022.